# 2 Dywizjon Artylerii Ciężkiej (1939)
2 Dywizjon Artylerii Ciężkiej (2 dac) – pododdział artylerii ciężkiej Wojska Polskiego.
Dywizjon nie występował w pokojowej organizacji wojska. Jednostką mobilizującą dla 2 dywizjonu artylerii ciężkiej był 10 pułk artylerii ciężkiej.

## 2 dac w kampanii wrześniowej

### Mobilizacja
2 dywizjon artylerii ciężkiej został zmobilizowany w dniach 27–29 sierpnia 1939 roku, w garnizonie Przemyśl, w mobilizacji alarmowej, w grupie jednostek oznaczonych kolorem żółtym razem z plutonem taborowym nr 2 w czasie od A+42 do A+48. Dywizjon był organiczną jednostką artylerii 2 Dywizji Piechoty Legionów, uzbrojoną w trzy 105 mm armaty wz. 1913 i trzy 155 mm haubice wz. 1917.

### Działania bojowe
1 września wieczorem w rejonie Pabianic został wyładowany z transportów kolejowych 2 dywizjon artylerii ciężkiej. Po drodze był atakowany przez lotnictwo niemieckie, nie udało się ustalić, czy dywizjon poniósł straty. Po wyładunku dywizjon został dyslokowany do lasów na południe od Łaska. 2 września dywizjon wraz z 2 DP Leg. pozostawał w odwodzie Armii „Łódź”. Prowadzono szkolenie obsług, zgrywano zaprzęgi konne, usuwano braki powstałe w trakcie mobilizacji. Przez następne trzy dni 2 dac, w dalszym ciągu przebywał w tym samym rejonie, wraz z siłami głównymi dywizji. 6 września rano dywizjon podjął marsz w kierunku Zduńskiej Woli. Ok. godz.14.00 zajął stanowiska ogniowe na zachód od Łaska i oddał kilka salw dywizjonem w kierunku maszerujących kolumn niemieckich. Następnie podjął dalszy marsz za rzekę Ner do rejonu Konstantynowa i Srebrnej, z zadaniem wsparcia piechoty w obronie linii Neru od Mirosławic, do Lublinka. Z uwagi na piaszczyste drogi marsz dywizjonu był powolny i znalazł się na końcu kolumny wycofujących się oddziałów 2 DP Leg., był zagrożony uderzeniem na niego zmotoryzowanego oddziału rozpoznawczego niemieckiej 17 DP. W rejon obrony przejściowej dywizjon dotarł 7 września ok. godz.10.00, wówczas po bardzo krótkim odpoczynku podjął dalszy marsz wraz z 4 pułkiem piechoty Legionów. Około południa dywizjon przeszedł przez Łódź, w nocy 7/8 września 2 dac dotarł do rejonu Skoszewy, Wola Cyrusowa. Żołnierze i konie byli wyczerpani ponad 60 km marszem. Po krótkim odpoczynku, podjęto jednak dalszy marsz na odległość ok. 10 km za rzeką Mrogę, gdzie organizowano obronę dywizji. 2 dac otrzymał rozkaz wsparcia 3 pułku piechoty Legionów na odcinku północnym. 8 września kilkakrotnie dywizjon prowadził ostrzał baterii artylerii niemieckiej, ujawniającej się na przedpolu obrony dywizji. W nocy 8/9 września na skutek spowodowanego przez dowódcę 2 DP Leg. płk. Jana Edwarda Dojana-Surówkę bałaganu rozkazodawczego 2 dac wraz z dowództwem 2 pułku artylerii lekkiej Legionów i I dywizjonu 2 pal Leg. rozpoczął odwrót w kierunku Skierniewic. 9 września zgrupowanie artylerii dowódcy 2 pal Leg., wraz z 2 dac ominęło Skierniewice i dotarło do rzeki Rawki. Tam nastąpiło rozdzielenie zgrupowania, 2 dac maszerował dalej w kierunku Mszczonowa. Skąd skierował się w kierunku Błonia. Maszerująca na czele dywizjonu 1 bateria armat, 10 września została zaatakowana przez oddziały niemieckie. W walce poległ por. Stefan Dymnicki, a bateria została rozbita. Maszerujące w kolumnie dowództwo dywizjonu i 2 bateria haubic ominęły rejon walki 1 baterii i pomaszerowały w kierunku Umiastów, Ołtarzew. Z tego rejonu 2 bateria haubic wspierała natarcie własnej piechoty na Ołtarzew i Umiastów. Po wystrzelaniu reszty amunicji 2/2 dac wraz z dowództwem dywizjonu wycofały się do Puszczy kampinoskiej i do Modlina, gdzie dotarły 14 września. 16 września 2 DP Leg. objęła odcinek obrony „Zakroczym” w twierdzy Modlin. 2 bateria haubic 2 dac miała za zadanie wspieranie obrony piechoty na pododcinkach Zakroczym, Fort nr I i Fort nr X. W dniu 29 września 2 dac skapitulował wraz z załogą Modlina.

## Obsada personalna dywizjonu
dowództwo
- dowódca dywizjonu – mjr Tadeusz Stanisław Jełowicki
- adiutant dywizjonu - por. rez. Władysław Biegański
- oficer zwiadowczy - ppor. Roman Strączyński
- dowódca 1 bateria armat – por. Stefan Leon Dymnicki
- dowódca 2 baterii haubic – kpt. Stanisław Hymol